# Smash Hits (musiktidning)
Smash Hits var en brittisk popmusiktidning som utgavs mellan 1978 och 2006. Tidningen som utkom varannan vecka riktade sig främst till tonåringar och hade sin storhetstid på 1980-talet. I början av 1980-talet såldes den regelbundet i omkring 500 000 exemplar. Den bäst säljande utgåvan var dock ett nummer från 1989 med Kylie Minogue och Jason Donovan på omslaget som såldes i mer än en miljon exemplar. Sjunkande försäljningssiffror som en följd av förändrade medievanor hos tonåringar var grunden till nedläggningen 2006. Upplagan för tidningen låg då på omkring 120 000 exemplar.
Neil Tennant från Pet Shop Boys var i början av 1980-talet journalist på Smash Hits.